# كانودوس دو فالي
كانودوس دو فالي (بالبرتغالية: Canudos do Vale‏)؛ بلدية في ولاية ريو غراندي دو سول في البرازيل.